# Палица Геркулеса
Па́лица Геркуле́са (пол. Maczuga Herkulesa) — наименование скалы, которая находится в Польше около замка Пескова-Скала в административных границах населённого пункта Сулошова одноимённой сельской гмины Краковского повята Малопольского воеводства. Находится на территории Ойцовского национального парка.

## История

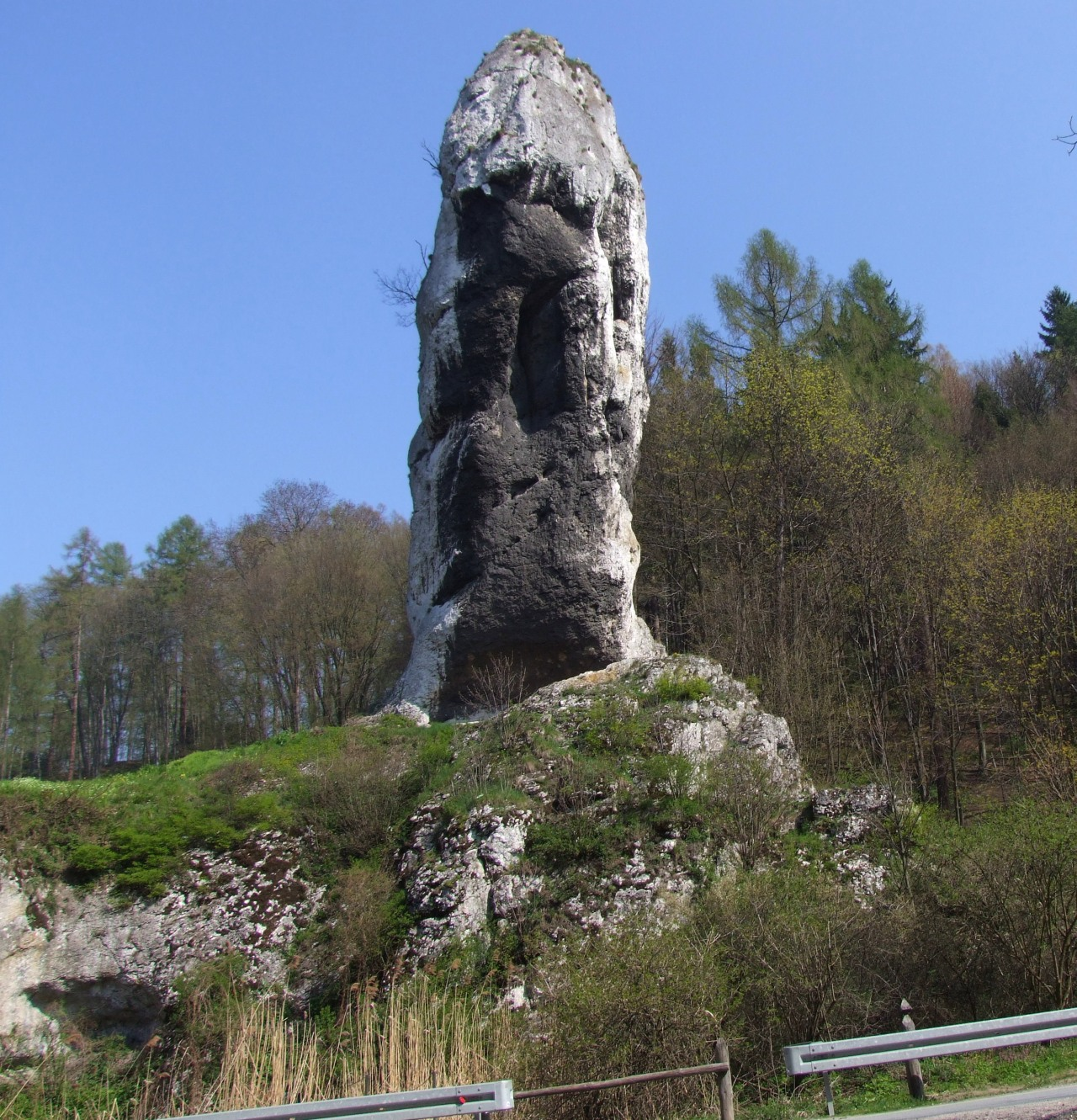
Скала «Фортепян» и стоящая на ней «Палица Геркулеса»

Палица Геркулеса располагается в нижней части террасы скалы под наименованием «Фортепиано». Высота Палицы Геркулеса составляет 25 метров. Скала представляет собой характерный элемент ландшафта долины Прондник. Образовалась в результате действия карстовых водяных потоков и состоит из известняка, устойчивого к атмосферным воздействиям.
Впервые на вершину скалы поднялся скалолаз Леон Витек из Катовице в 1933 году. В память об этом на вершине скалы установлено небольшое железное распятие.
Около скалы проходит пеший туристический маршрут, заканчивающийся в городе Ойцув.

## Наименование
В настоящее время скала носит название «Палица Геркулеса». В прошлом её называли «Палица Крака», «Соколя-Скала» и «Чарчя-скала», каждое из которых связано с определённой легендой.
- Палица Кра́ка. Наименование было связано с легендарным краковским князем Краком, который убил дракона своей палицей, а потом поставил её в Ойцовской (отцовской) долине в напоминание врагам, желавшим захватить Краков.
- Соко́ля-Ска́ла (Соколиная Скала). В башне замка Пескова-Скала находился в заключении крепостной из близлежащего села. Этот крепостной был обвинён в том, что не мог работать из-за травмы ноги. Мужчина просил охранников отпустить его из темницы, потому что его семья находилась в большой нужде. Охранник поставил крестьянину условие — принести ему птенца из соколиного гнезда, которое находилось на вершине скалы возле замка. Через несколько дней, когда заключённый потерял всякую надежду исполнить условие, в камеру прилетели несколько десятков соколов и, схватив своими лапами мужчину, перенесли его к соколиному гнезду на скале, после чего мужчина смог взять птенца. Соколы перенесли крепостного обратно в камеру замка и удивлённый охранник был вынужден и исполнить своё обещание выпустить отца семейства.
- Ча́рчя-Ска́ла (Чёртова Скала) или «Скала Твардовского». Наименование связано с героем польских сказок и легенд паном Твардовским. Во время правления последних представителей княжеского рода Пястов жил некий человек по имени «пан Твардовский», который, чтобы приобрести сверхъестественные способности, вступил в сделку с дьяволом. Одним из условий, которое выставил дьяволу Твардовский было перенести огромную скалу в Долину Прондник и установить её на узкой вершине.